# 乌什地区特雷桑
乌什地区特雷桑（法語：Treis-Sants-en-Ouche，法語發音：[tʁɛ sɑ̃ ɑ̃.n‿uʃ]）是法国厄尔省的一个市镇，属于贝尔奈区。该市镇于2019年由原市镇圣欧班勒韦尔蒂厄、圣克莱尔达尔塞和圣康坦德西勒合并而成，行政中心位于圣欧班勒韦尔蒂厄。

## 地名
“乌什”（Ouche）是法国诺曼底的一个传统地区，涵盖了奧恩省东北部和厄尔省西南部；“特雷桑”（Treis-Sants）为諾曼語，意为“三圣人”（因为三个原市镇的名称中各包含一个圣人的名字），对应法语“Trois-Saints”。

## 地理
乌什地区特雷桑（49°3'5"N, 0°36'25"E）面积30.73 平方千米，位于法国诺曼底大区厄尔省，该省份为法国北部内陆省份，北起滨海塞纳省，西接奧恩省和卡爾瓦多斯省，南至厄尔-卢瓦省，东临瓦兹省、瓦兹河谷省和伊夫林省。
与乌什地区特雷桑接壤的市镇（或旧市镇、城区）包括：貝爾奈、方丹拉贝、科讷维尔-拉富克蒂耶尔、乌什地区梅尼勒、费里耶尔圣伊莱尔、格朗康、卡奥尔什-圣尼古拉。
乌什地区特雷桑的时区为UTC+01:00、UTC+02:00（夏令时）。

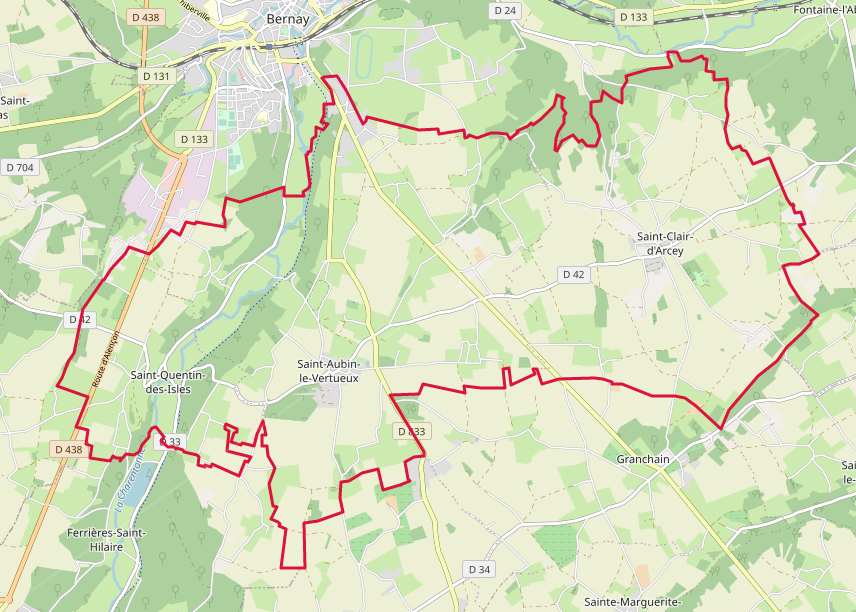
乌什地区特雷桑的OSM定位图

## 行政
乌什地区特雷桑的邮政编码为27300，INSEE市镇编码为27516。

## 政治
乌什地区特雷桑所属的省级选区为贝尔奈县。

## 人口
乌什地区特雷桑于2022年1月1日时的人口数量为1334人。